# نتريد الزنك
 نتريد الزنك مركب كيميائي له الصيغة Zn3N2، ويكون على شكل مسحوق رمادي.

## الخواص
- عند التماس مع الماء يتفاعل نتريد الزنك بعنف (تفاعل حلمهة)، حيث يشكل الأمونياك وأكسيد الزنك:[2][3]

Zn3N2 + 3H2O → 3ZnO + 2NH3
ينحل نتريد الزنك في حمض الهيدروكلوريك 
- يتفاعل نتريد الزنك بشكل عكوس مع الليثيوم وذلك في التفاعلات الكهركيميائية في بطاريات الليثيوم.[5]
- مثل بافي النتريدات الأخرى مثل نتريد المغنسيوم ونتريد الليثيوم فإن لنتريد الزنك نقطة انصهار مرتفعة.[6]
- للمركب بنية بلورية مكعبة.[7][8]

## التحضير
يحضر نتريد الزنك من التفكك الحراري لمركب أميد الزنك (ثنائي أميد الزنك) في وسط خالي من الهواء عند درجات حرارة تتجاوز 200 °س، حيث يتشكل الأمونياك كناتج ثانوي:
3Zn(NH2)2 → Zn3N2 + 4NH3
كما يمكن أن يحضر من تسخين فلز الزنك إلى درجة حرارة تبلغ 315°س وذلك في تيار من غاز الأمونياك، ويتشكل غاز الهيدروجين كناتج ثانوي  حسب التفاعل:
3Zn + 2NH3 → Zn3N2 + 3H2